# Moyanés
El Moyanés 
(oficialmente en catalán: Moianès) es una comarca española, situada en la provincia de Barcelona, Cataluña. Se constituyó tras las elecciones municipales del 24 de mayo de 2015, más concretamente durante el mes de julio. Está situada en el altiplano del mismo nombre, entre las comarcas del Bages, Llusanés, Osona, Vallés Oriental y Vallés Occidental. Engloba diez municipios y su capital es Moyá. Su gentilicio es moyanés o moyanesa (moianès y moianesa, en catalán).
La creación de la comarca era una reivindicación histórica del territorio y ya se preveía la existencia en los estudios preliminares de la ponencia para la división territorial que impulsó la Generalidad republicana y que se aprobó en 1936, sin llegar a incluirla. El llamado informe Roca, publicado en diciembre de 2000, también la propone como una comarca más de la organización territorial de Cataluña.
El 22 de marzo de 2015 se realizó una consulta para decidir la creación de la comarca.

## Geografía

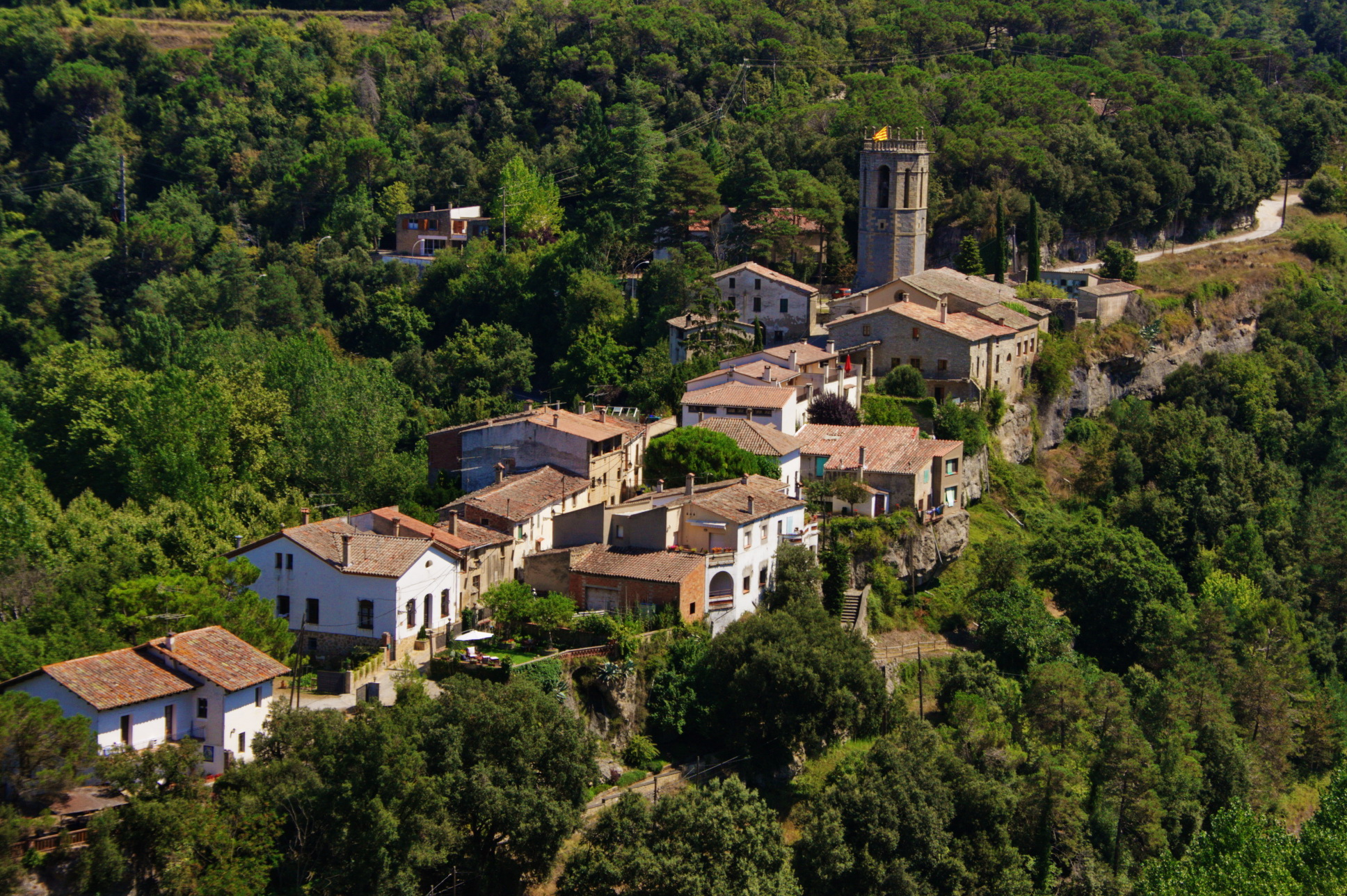
San Quirico Safaja.

El Moyanés limita al norte con el Llusanés, al este con Osona, al oeste con el Bages y al sur con el Vallés Oriental y el Vallés Occidental.
Situada encima de una meseta, su superficie es de 337,9 km². La mayoría de la comarca forma parte de la Depresión Central, excepto la parte más meridional, que forma parte de la cordillera Prelitoral.
Sobre las margas del Eoceno y, con más dificultad, sobre las areniscas y las calizas del mismo Eoceno y del Oligoceno, el arroyo de Calders y algunos cursos secundarios han excavado una cuenca de erosión inclinada suavemente (de 900 a 600 m) hacia el Llobregat, que comprende un relieve de costa que cae sobre la Plana de Vich con un frente que bordea los 1000 m de alto, con relieves que culminan en el puig Rodó (1057 m), la Montjoia (994 m), el Puigdegollats (1004 m), la montaña de la Oller (1061 m) y otros como el pico Collsuspina y el Estanque. Los relieves que separan la vertiente moyanés del vallés no sobrepasan los 843 m del Pedró. 
La red hidrográfica es muy densa y se encaja hasta unos 200 m. Su eje es el arroyo de Calders (conocido en su curso medio arroyo de la Golarda o de Marfá y en la cabecera arroyo de Fontscalents), que recibe por la derecha el torrente Mal y los arroyos de Gayá, de Castellnou, del Olmo y el torrente de Riusec, y por la izquierda, el arroyo de San Juan con el de Talamanca. Hay fenómenos kársticos de circulación subterránea, como el del Toll de Moià, en relación con el torrente Mal.
La vegetación de la comarca conserva algunos elementos submediterráneos poco frecuentes en el resto del territorio catalán. Es predominantemente forestal, dominada por los pinares de pino silvestre y laricio y los robledales secos de roble pubescente en proceso de regeneración. Este paisaje forestal se completa con un mosaico de campos de cultivo y prados de pasto, sobre todo pequeños campos de cereales de secano, de gran interés para la diversidad biológica.

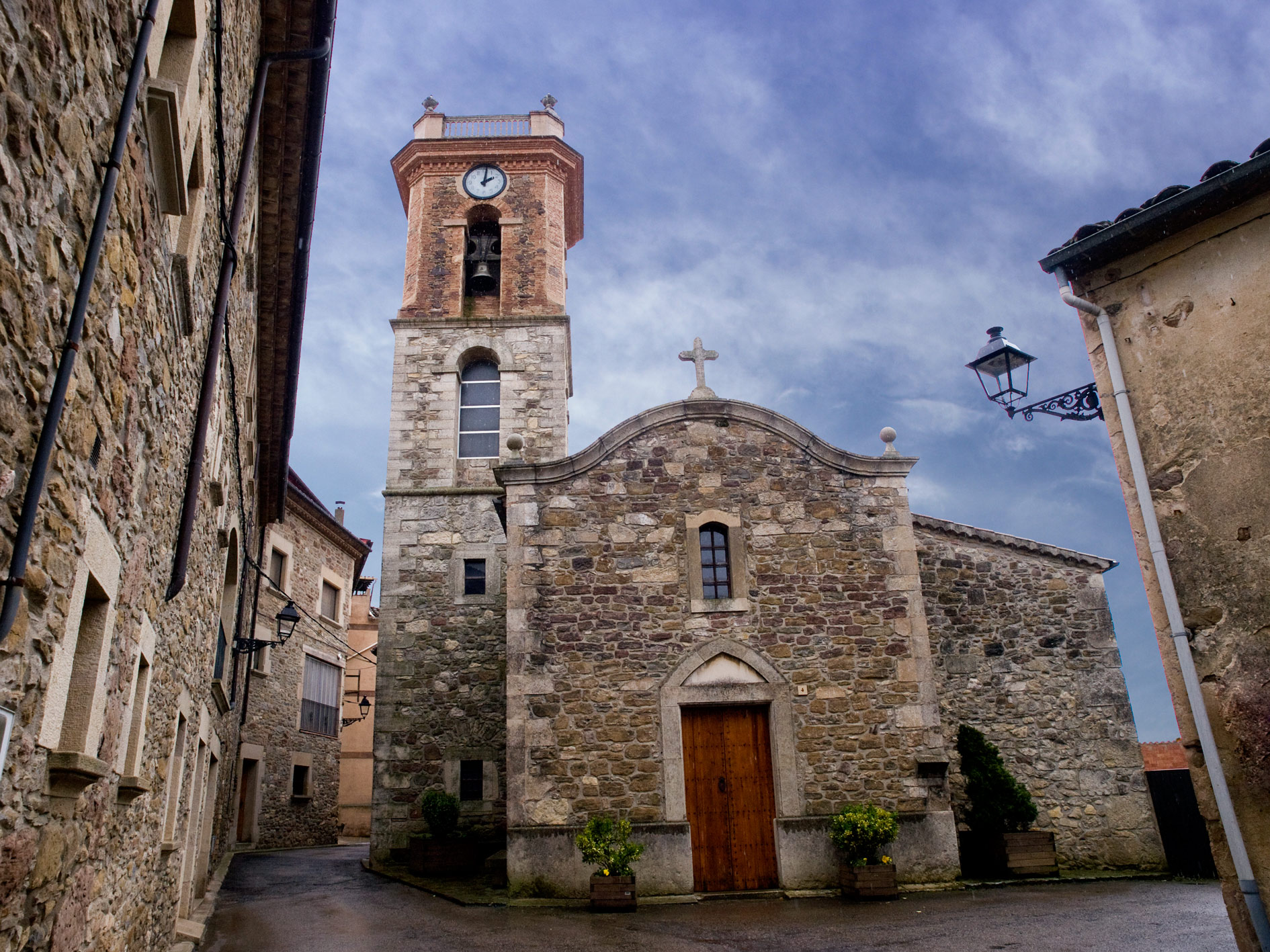
Iglesia de Collsuspina.

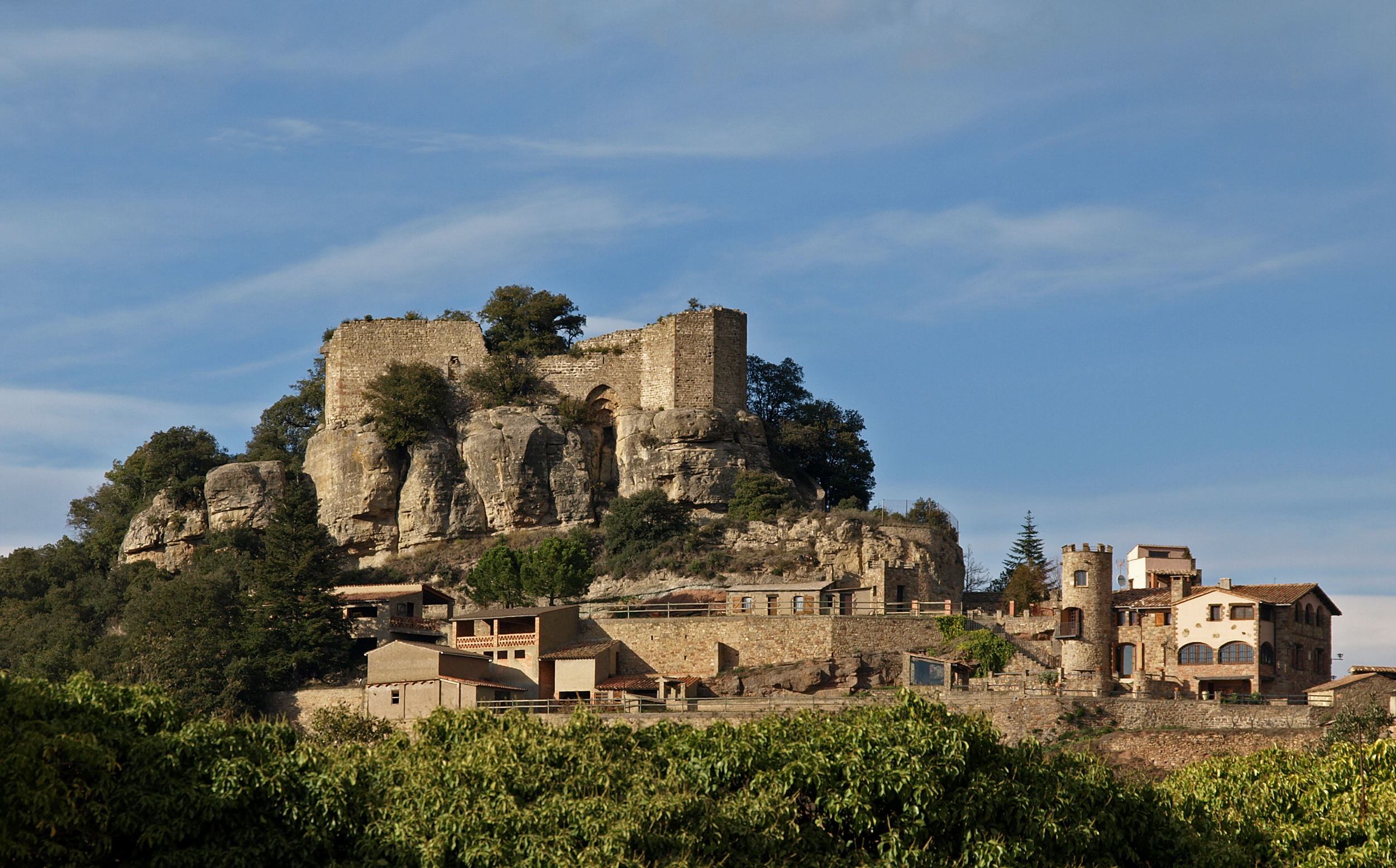
Castillo de Granera.

### Clima
La comarca tiene un clima mediterráneo continental subhúmedo condicionado por la altitud y el relieve, con una precipitación media anual entre los 600 y 700 mm y temperatura media anual en torno a los 12 °C. El régimen pluviométrico muestra un mínimo invernal y máximos en primavera y otoño. En cuanto a las temperaturas, los inviernos son fríos en toda la comarca y los veranos cálidos, pero con noches soportables. La amplitud térmica anual es elevada, de hasta 20 °C y el periodo libre de heladas va de junio a octubre.

## Economía
La agricultura es esencialmente cerealícola, con predominio del trigo, en competencia con las patatas y el maíz en el sector septentrional. Antes había multitud de almendros, olivos y viñas. La ganadería, menos importante que en décadas anteriores, está ahora dedicada de manera destacada a la cría de aves. Moyá y Calders reúnen el mayor número de cabezas de ganado de ave y Moyá y Santa María de Oló de ganado porcino, sin menospreciar el número de cabezas de ovino y vacuno.
La explotación forestal ha decaído, así como las antiguas industrias textiles, que habían sido muy importantes en Castelltersol y Moyá, sobre todo de lana. Han desaparecido los molinos de harina, la relojería y los pozos de hielo. Los datos sobre la población ocupada por sectores indican que para el 2001 el sector primario ocupaba solo el 3,1% de la población y que la construcción empleaba al 10,9%. La industria y el sector servicios son los mayores ocupadores, con el 32,9% y el 52%, respectivamente. La actividad turística no es especialmente destacada en cuanto al número de alojamientos. En 2014, la media anual de parados era de 735 personas, el 5,6% de la población comarcal. La localidad de Moyá es el mercado central de la comarca.

## Municipios
| Municipio                               | Población (2024) | Área (km²) | Municipio                              | Población (2024) | Área (km²) |
| --------------------------------------- | ---------------- | ---------- | -------------------------------------- | ---------------- | ---------- |
| Calders                                 | 1114             | 33,09      | Castellcir                             | 778              | 34,18      |
| Castelltersol (Castellterçol)           | 2766             | 31,9       | Collsuspina                            | 390              | 15,08      |
| Estany (L'Estany)                       | 401              | 10,25      | Granera                                | 83               | 23,73      |
| Moyá (Moià)                             | 6715             | 75,31      | Monistrol de Calders                   | 762              | 21,97      |
| San Quirico Safaja (Sant Quirze Safaja) | 671              | 26,21      | Santa María de Oló (Santa Maria d’Oló) | 1078             | 66,21      |